# St. Stephan (Waldau)

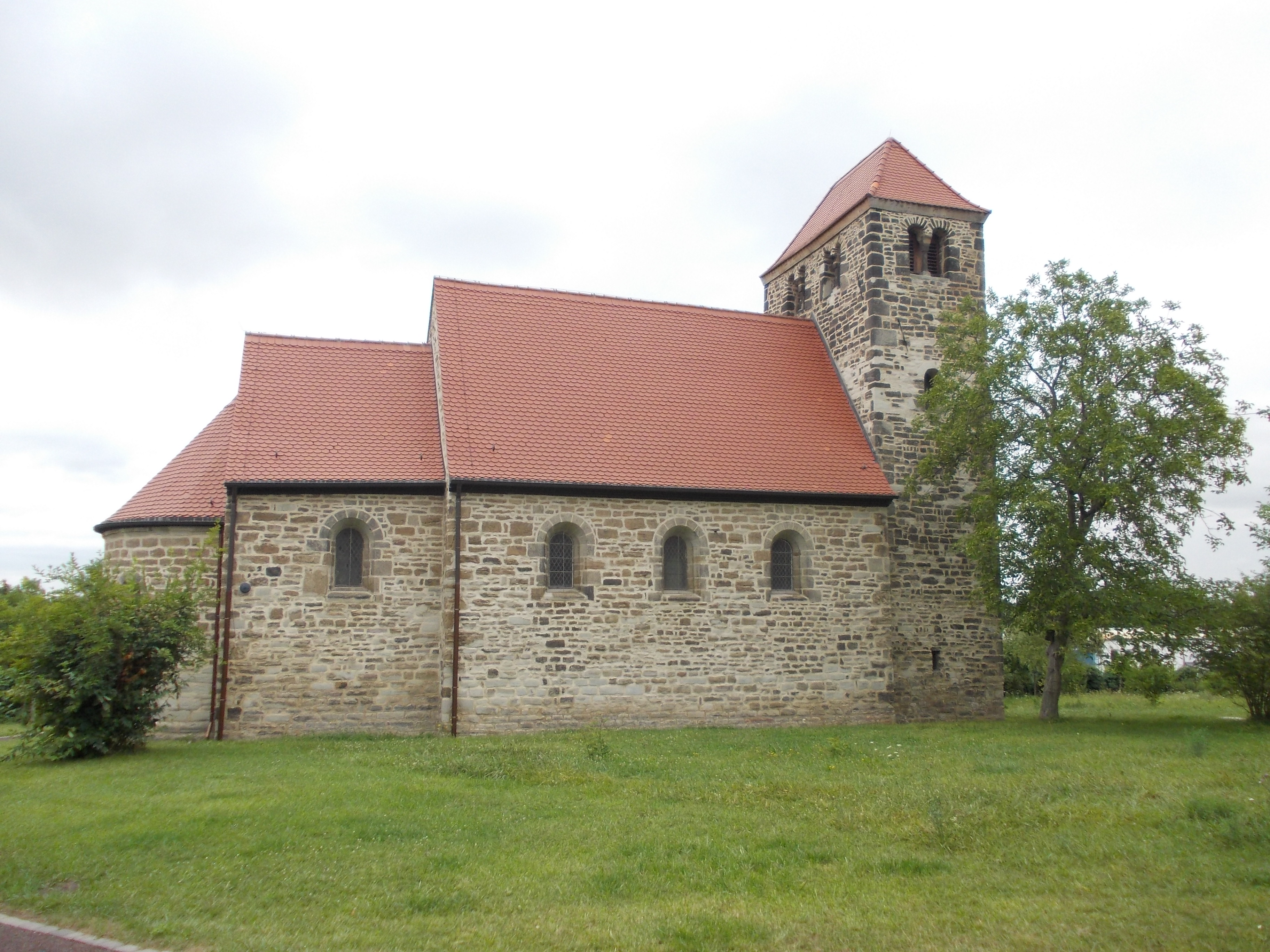
St. Stephan (Waldau)

Die evangelische Dorfkirche St. Stephan in Waldau ist eine romanische Feldsteinkirche im Stadtteil Waldau von Bernburg im Salzlandkreis in Sachsen-Anhalt. Sie gehört zur Talstadtgemeinde Bernburg im Kirchenkreis Bernburg der Evangelischen Landeskirche Anhalts. Sie ist eine Station der Straße der Romanik.

## Geschichte und Architektur

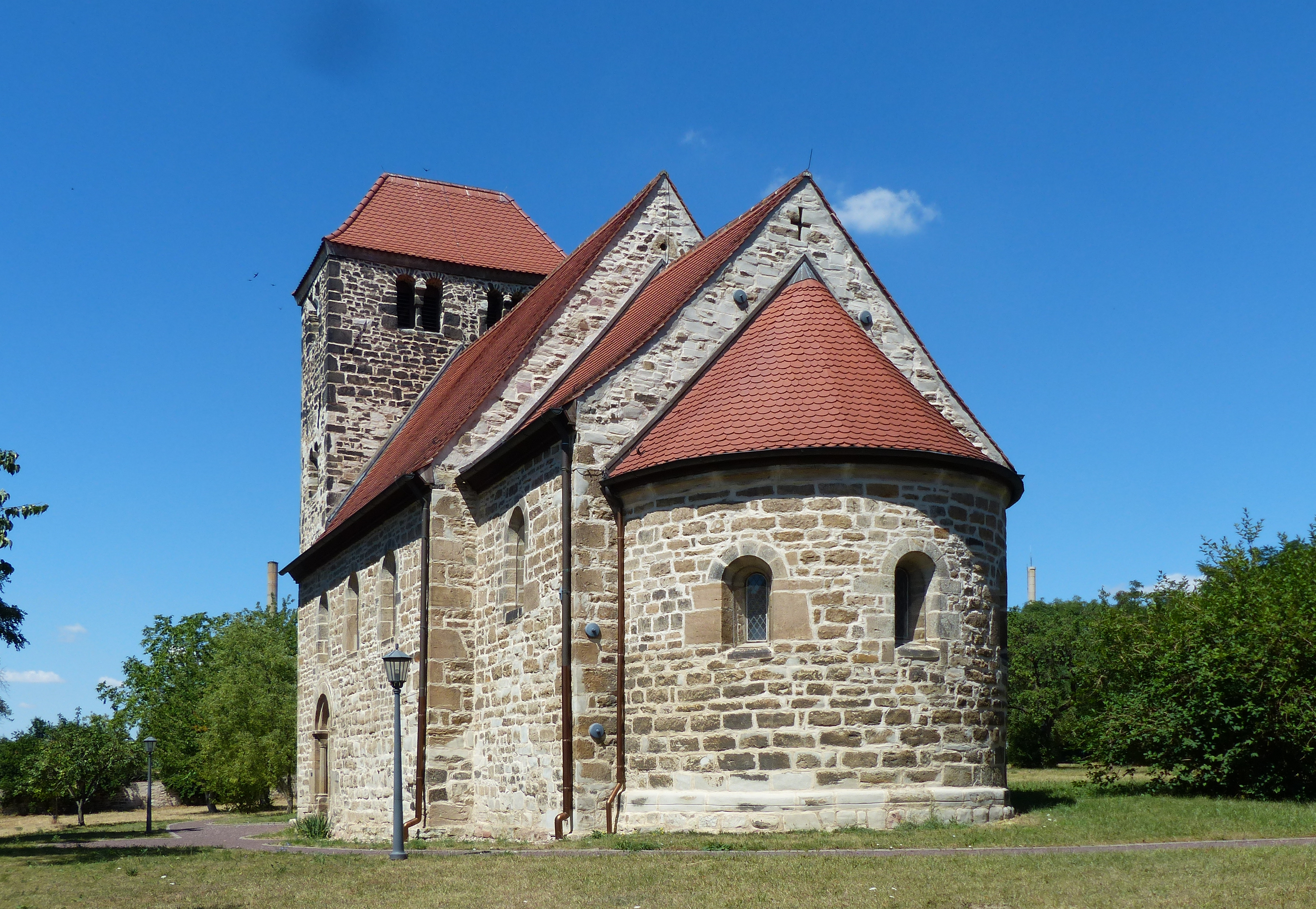
Ansicht von Südost

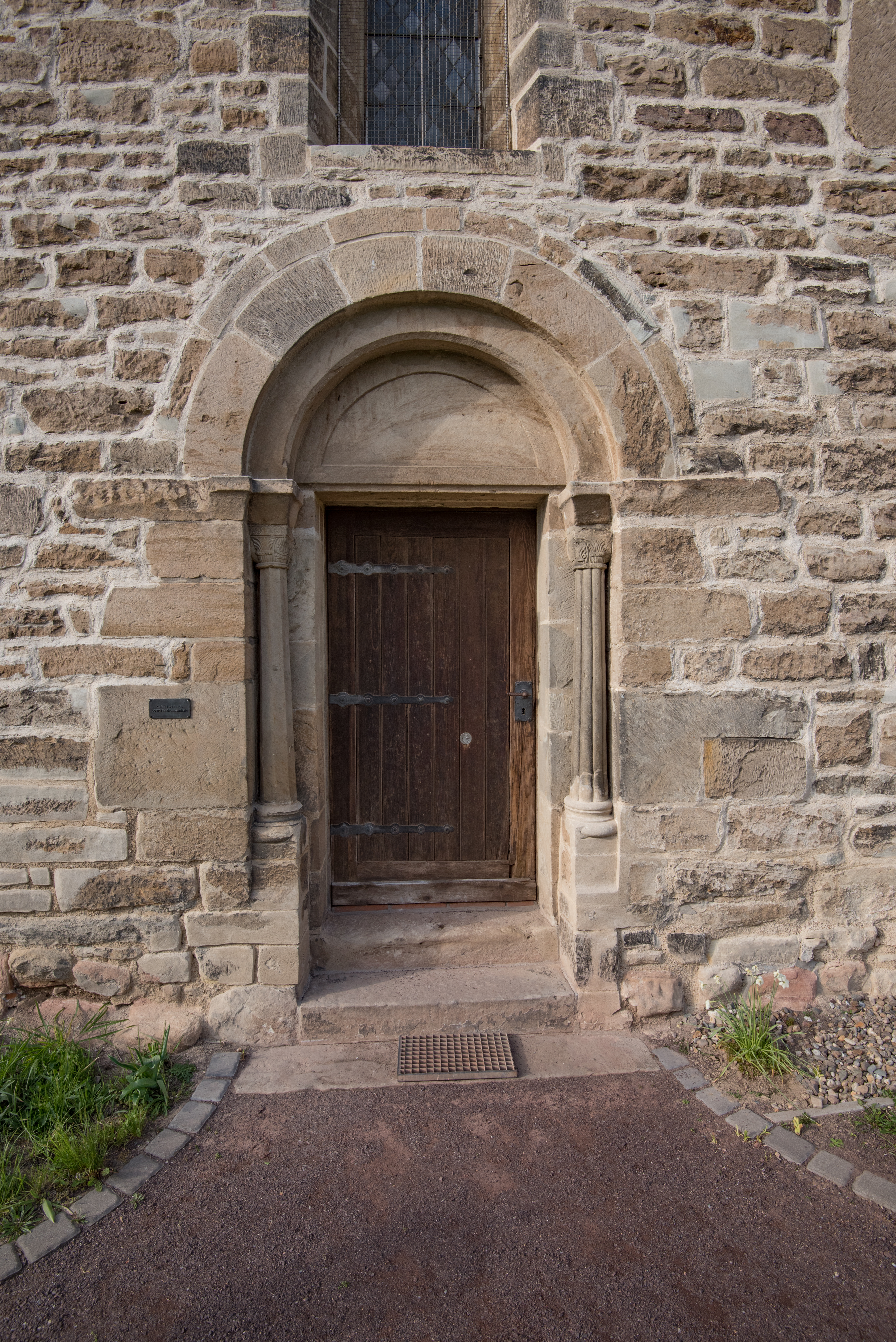
Portal auf der Südseite

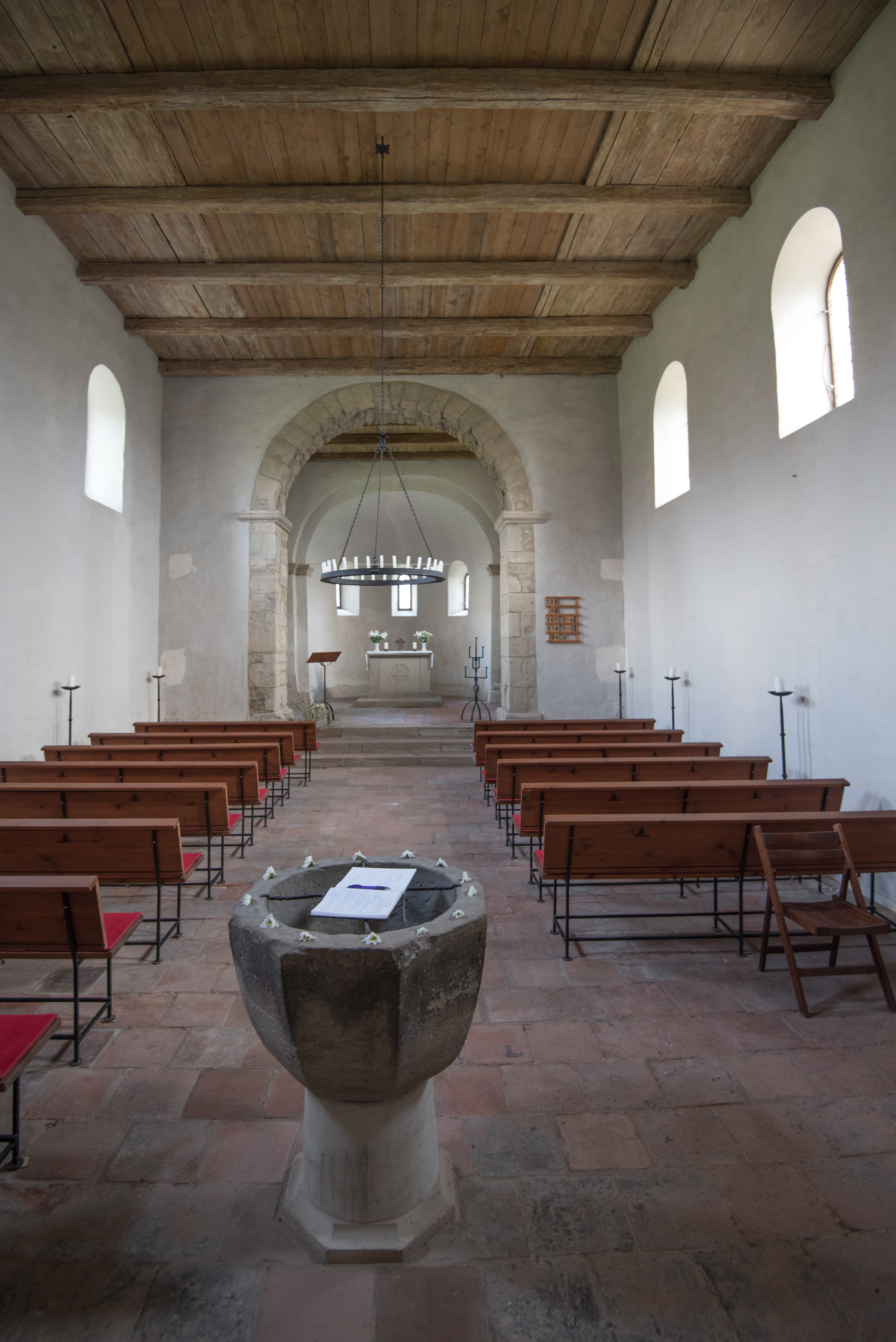
Innenansicht

Die Dorfkirche St. Stephan in Waldau wurde schon 964 als Parochie von Gernrode genannt. Sie ist ein flachgedeckter Feldsteinbau mit eingezogenem Chor und Apsis, der die charakteristische Staffelung der Bauteile Apsis, Chor, Schiff und Turm einer romanischen vollständigen Anlage zeigt. Der Westquerturm ist in den unteren Teilen mit vermauerten einfachen Rundbogenfenstern älter als das obere Geschoss mit den gekuppelten Schallöffnungen. Dieses Geschoss wurde gleichzeitig mit dem Bau des Schiffes und der Ostteile erbaut. Die Schallöffnungen werden von Säulen mit Würfelkapitellen und attischen Basen unterteilt. 
Die Rundbogenfenster im Schiff wurden bei der Restaurierung erneuert. Die Dorfkirche besitzt keinen Westeingang. Auf der Südseite ist ein Stufenportal mit leerem Bogenfeld angeordnet, dessen kannelierte Säulen auf hohen Sockeln stehen und Kapitelle mit Palmettenschmuck zeigen. Das Turmuntergeschoss ist mit einem Tonnengewölbe abgeschlossen. Es ist über eine Schlupftür mit dem Schiff verbunden, deren Leibungen frühromanische Ritzzeichnungen von Schaftkreuzen zeigen. 
Der rundbogige Triumphbogen zum Chor wird von profilierten Kämpfern getragen. In der Apsis findet sich ein Kämpfergesims.
Um 1930 und nach 1988 wurden umfangreiche Restaurierungen durchgeführt. Dabei wurde die Kirche von späteren Umbauten befreit, die ursprüngliche Balkendecke freigelegt und die Kirche gegen aufsteigende Feuchtigkeit geschützt.

## Ausstattung
Von der ursprünglichen Ausstattung ist nichts erhalten. Die derzeitige Ausstattung ist schlicht und modern gestaltet. Als Beleuchtung dienen schmiedeeiserne Leuchter, unter anderem ein Radleuchter, ein siebenarmiger Leuchter und weitere Einzelleuchter. Ein romanischer Taufstein mit achteckiger Kuppa und erneuertem Schaft gehört ebenfalls zur Ausstattung. Als Geläut dient eine Bronzeglocke von 1892, die von den Gebrüdern Ulrich in Laucha gegossen wurde.